# Товстик Аркадій Опанасович
Аркадій Опанасович Товстик (15 листопада 1925, село Чикілі, Глуський район, Могильовська область — 1 березня 2009) — білоруський журналіст, громадський діяч. Заслужений працівник культури БРСР (1979).

## Біографія
Навчався в Глуській СШ № 2. Закінчив літературний факультет Бобруйського державного вчительського інституту (1954), Мінський педагогічний інститут (1957). Під час Другої світової війни брав участь у партизанському русі. Після звільнення району від німецько-фашистських загарбників покликаний в армію, брав участь у боротьбі проти бандитизму на території Західної Білорусі. З 1950 р. працював інструктором Бобруйського обкому КОМСОМОЛУ, 1-м секретарем Червонослобідського РК ЛКСМБ, відповідальним організатором ЦК ЛКСМБ. У 1953-1960 рр. завідувач відділом, заступник редактора газети «Червона зміна». З 1960 — на партійній роботі: інструктор відділу пропаганди і агітації, завідувач сектору друку, видавництв та поліграфії, заступник завідувача відділу пропаганди і агітації ЦК Компартії Білорусі. У 1973-1986 роках працював редактором газети «Звязда». Член ЦК КПБ у 1976-1990 рр., депутат Верховної Ради БРСР 9-го, 10-го і 11-го скликань. У 1973-1987 рр. - голова правління Спілки журналістів БРСР. Брав участь у роботі 29 сесії Генеральної Асамблеї Організації Об'єднаних Націй (1974).
Має державні нагороди, дві медалі імені Юліуса Фучика Міжнародної організації журналістів. Заслужений працівник культури (1979).
З 1987 р. на пенсії. Працював у Білоруському фонді культури, займався питаннями повернення в країну білоруських національних цінностей, які в різні часи були вивезені з Білорусі.